# Región Andina (Colombia)
La región Andina es una de las seis regiones naturales de Colombia. Está ubicada en el centro del país, limitando al norte con la región Caribe, al noreste con Venezuela, al este con la Orinoquía, al sureste con la Amazonia, al sur con Ecuador y al oeste con la región del Pacífico.
Está surcada en dirección SO-NE por tres ramales septentrionales de los Andes: las cordilleras Occidental, Central y Oriental. Las cordilleras dan lugar a numerosos valles, cañones, mesetas y un sistema fluvial cuyos principales ríos son el Cauca y el Magdalena. La región tiene 34 419 398 habitantes (2018), es la zona más poblada y económicamente más activa del país.

## Descripción
Esta región debe su nombre a la cordillera de los Andes, los cuales hacia el norte de Suramérica se dividen en los nudos de Pasto y en el Macizo Colombiano en tres cordilleras llamadas Occidental, Central y Oriental. La cordillera Central está separada de la Occidental a una distancia promedio de 400 km por una falla geológica ocupada por el río Patía al sur y por el río Cauca al norte. La cordillera Oriental se separa gradualmente hacia el este, creando la cuenca del río más importante de Colombia, el Magdalena. Esta cordillera se extiende hacia el noroeste y alcanza su mayor altitud en 5000 m, formando la Sierra Nevada del Cocuy. Un brazo, llamado serranía del Perijá, se desprende de esta hacia el norte gradualmente perdiendo altura y alcanza el mar Caribe en Punta Gallinas, en la península de la Guajira, extremo norte de Colombia. En el Perijá se acerca a la Sierra Nevada de Santa Marta, formando un valle surcado por el río Cesar. La Sierra Nevada de Santa Marta es la estructura montañosa más alta de Colombia. Las tres cordilleras tienen picos principalmente de formación volcánica de más de 4000 m s. n. m. La Central y la Oriental tienen picos de más de 5000 m s. n. m. cubiertos de nieves permanentes. Muchos de estos volcanes son activos y han causado destrucción y muertes en el pasado debido a las explosiones de gas y ceniza como también a las avalanchas de hielo y lodo. El occidente del país está sujeto a una mayor actividad telúrica, lo que demuestra la inestabilidad de su naturaleza geológica. Al noroccidente de la cordillera Occidental aparece un sistema montañoso llamado serranía del Baudó, que continúa por el Darién girando al oeste hacia Panamá.

## Subregiones naturales
La extensa región que cruza el país de suroccidente a nororiente, posee numerosas subregiones naturales. Las más destacadas son las siguientes:
- Nudo de los Pastos
- Altiplano Nariñense
- Hoz de Minamá
- Altiplano de Popayán
- Valle del río Cauca

- Montaña Antioqueña
- Meseta de Santa Rosa de Osos
- Valle de Aburrá
- Valle de San Nicolás
- Macizo volcánico
- Magdalena Medio
- Alto Magdalena
- Altiplano cundiboyacense
- Montaña Santandereana Archivado el 11 de julio de 2017 en Wayback Machine.
- Fosa del Suárez y Chicamocha
- Macizo de Santurbán
- Catatumbo
- Serranía del Perijá
- Piedemonte llanero
- Serranía de San Lucas
- Nevado del Tolima
- Sierra Nevada del Cocuy

## Subregiones culturales
Debido a la gran diversidad climática y la historia de los poblamientos, existen diferentes grupos sub-culturales en esta región. Entre los principales subgrupos se destacan:
- Bogotano cachaco o rolo: habitantes de la capital, Bogotá.
- Cundiboyacense: se extiende principalmente por el altiplano homónimo. Una de las formas de trato formal usada es «Sumercé».
- Paisa: se extiende por los departamentos de Antioquia, Caldas, Risaralda y Quindío, norte y oriente del departamento de Valle del Cauca y el noroccidente de Tolima, que conforman la llamada Región paisa y su subregión, el Eje cafetero.
- Santandereano: es otra "raza de montaña" que se extiende por las montañas de Santander, Norte de Santander y el sur del Cesar. El hablar directo y el uso casi exclusivo de "usted" caracterizan su lenguaje.
- Valluno: en el valle del río Cauca, correspondiente al sur y al centro del departamento del Valle del Cauca y el norte del Cauca. En el hablar se destaca también el voseo, el uso del "ve" y el "oís".
- Opita: se presenta en el valle del Alto Magdalena, en los departamentos de Huila y Tolima.
- Pastuso: se extiende principalmente por las montañas de Nariño, el sur del Cauca y Putumayo. El hablar se caracteriza por el acento andino y conservar la distinción entre la «y» y la «ll».

Entre los géneros musicales se encuentran el bambuco, el pasillo, la guabina, el torbellino y el bunde tolimense, entre otros.

## Desarrollo económico

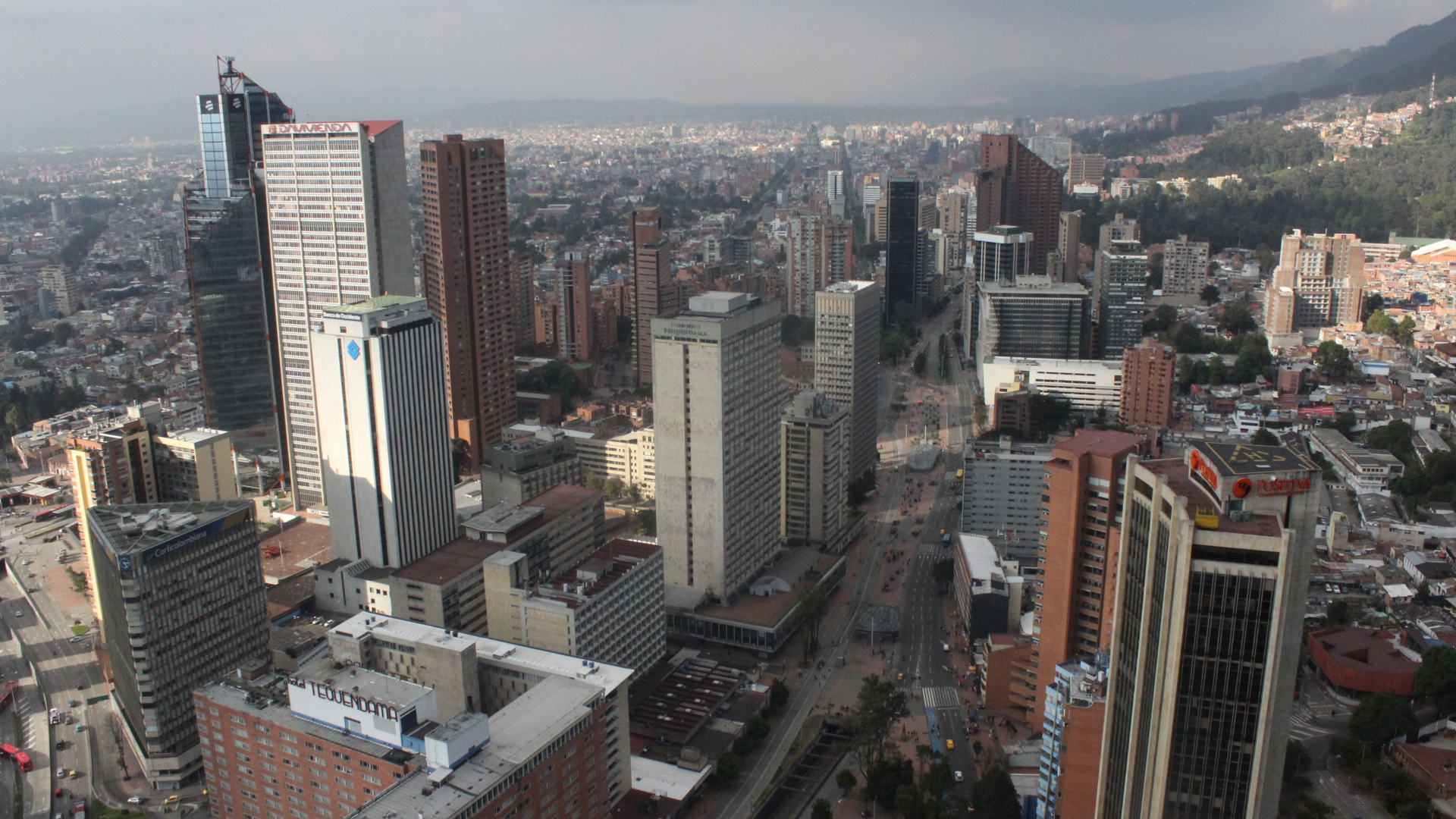
Centro Internacional de Bogotá.

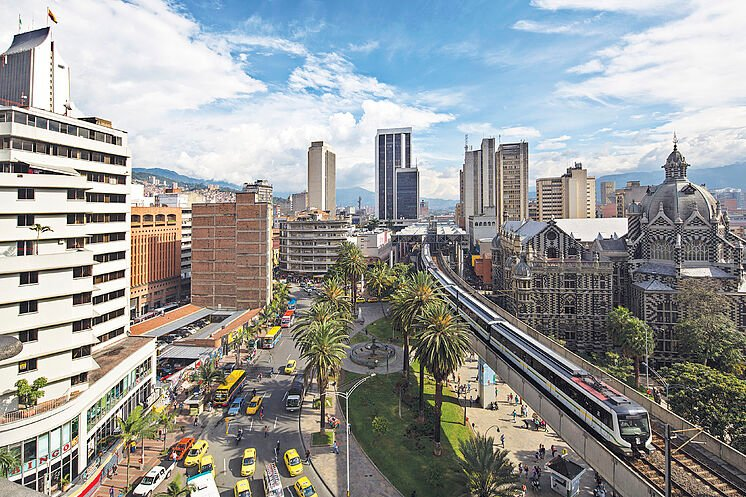
El Valle de Aburrá alberga a la ciudad de Medellín, el principal centro urbano paisa.

La región andina posee la mayoría de los recursos hídricos del país así como las tierras más productivas para la agricultura. De su subsuelo se explotan petróleo, esmeraldas, sal y otras riquezas minerales.
Bogotá, Medellín y Cali, las tres ciudades más pobladas del país, se encuentran en esta región, al igual que Bucaramanga, importante centro de desarrollo industrial del país, donde se destaca su industria de calzado y de joyería; Cúcuta ciudad fronteriza con Venezuela, Barrancabermeja es considerada la ciudad petrolera, pues en ella yace la refinería más grande del país. Ibagué, Pereira, Manizales y Armenia son las principales ciudades de la región del Eje cafetero, Neiva en el departamento del Huila comunica el centro con el sur del país y Pasto en el extremo sur-occidente del país, siendo esta la ciudad principal que conecta a Colombia con Ecuador y el resto de Sudamérica. 
En la región andina se encuentra más del 80% de los cultivos de café del país, distribuidos principalmente en el Eje Cafetero (Caldas, Risaralda, Quindío, Antioquia, Valle del Cauca y Tolima).

## Gastronomía
La región Andina presenta una gastronomía diversa, según la ubicación geográfica se presentan diferentes platos típicos como el ajiaco santafereño (Bogotá), la bandeja paisa (Antioquia y eje cafetero), el sancocho (Cali), el mute santandereano (Santander y Norte de Santander), la lechona (Tolima y Huila), y el cuy asado (Nariño y Putumayo).

## Parques nacionales naturales

Parques nacionales naturales de la región Andina colombiana (No se incluyen en el mapa los departamentos de Valle del Cauca, Cauca y Nariño, aunque si el Cesar el cual es de la región Caribe).

### Andes Nororientales[4]
- Área natural única Los Estoraques
- Parque nacional natural Catatumbo Barí
- Parque nacional natural Chingaza[n. 1]
- Parque nacional natural Cordillera de los Picachos[n. 1]
- Parque nacional natural El Cocuy
- Parque nacional natural Pisba
- Parque nacional natural Serranía de los Yariguíes
- Parque nacional natural Sumapaz[n. 1]
- Parque nacional natural Tamá
- Santuario de fauna y flora Guanentá Alto Río Fonce
- Santuario de fauna y flora Iguaque

### Andes Occidentales[6]
- Parque nacional natural Complejo Volcánico Doña Juana - Cascabel
- Parque nacional natural Cueva de los Guácharos
- Parque nacional natural Farallones de Cali[n. 2]
- Parque nacional natural Las Hermosas - "Gloria Valencia de Castaño"
- Parque nacional natural Las Orquídeas
- Parque nacional natural Los Nevados
- Parque nacional natural Munchique[n. 2]
- Parque nacional Natural Nevado del Huila
- Parque nacional natural Puracé
- Parque nacional natural Selva de Florencia
- Parque nacional natural Tatamá
- Santuario de fauna y flora Otún Quimbaya
- Santuario de fauna y flora Galeras
- Santuario de flora Isla de la Corota

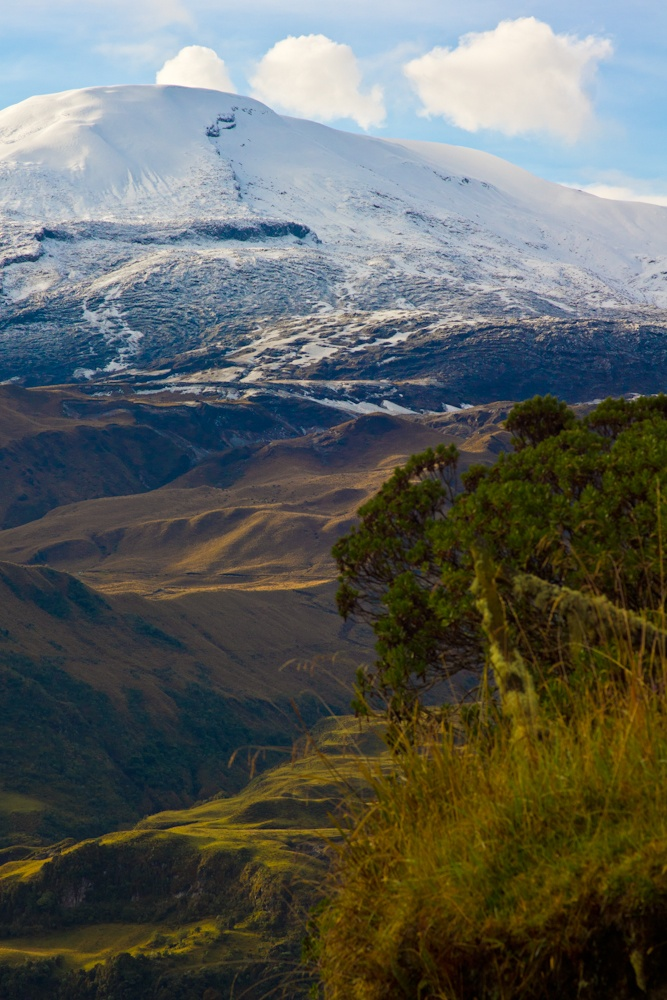
El Nevado del Ruiz en el parque nacional natural Los Nevados.